# P/2014 M4 (PANSTARRS)
P/2014 M4 (PANSTARRS) — одна з короткоперіодичних комет сім'ї Юпітера. Ця комета була відкрита 30 червня 2014 року; вона мала 21.2m на час відкриття.